# Магомадова, Фариза Вагабовна
Фариза Вагабовна Магомадова (Даутова) — учительница, директор школы, Заслуженный учитель школы РСФСР, кавалер ордена Ленина.

## Биография
В годы депортации поступила в Ташкентский текстильный  институт, однако через некоторое время была вынуждена его оставить. Тогда она поступила на физико-математический факультет Чимкентского учительского института, одновременно работала учителем математики в сельской школе. Вышла замуж, однако муж вскоре скончался. Через пять месяцев после его смерти у неё родилась дочь. Проработала в поселковой школе 11 лет.
В 1957 году вернулась на родину. Стала работать завучем школы № 31 в Черноречье (район Грозного). Через два года её назначили директором школы-интерната горянок. Необходимость создания такой школы была вызвана нежеланием многих чеченцев отпускать своих дочерей на обучение в городские школы. Поэтому члены тогдашнего республиканского руководства подали пример остальным, отдав своих дочерей на учёбу в этот интернат. Первый набор состоял из 25 воспитанниц. Впоследствии эта цифра возросла до шестисот.
Интернат без всякой иронии называли также «институтом благородных девиц». Только в этой школе существовал тогда одиннадцатый класс. Это позволяло дать ученицам необходимые знания, чтобы они могли преподавать в школе — в сельских школах был острый дефицит преподавателей. Кроме обычных для всех других школ уроков, в интернате учили танцам, музыке, домоводству. Был даже урок «красивой походки».
В 1960 году Фариза Вагабовна Магомадова была удостоена звания Заслуженный учитель школы РСФСР. В том же году была награждена орденом Ленина. Также имеет целый ряд других наград.